# 吴俊军
吴俊军（1958年—），广西百色人，壮族，中华人民共和国政治人物、第十一届全国人民代表大会广西地区代表。
毕业于中央党校经济管理专业，是中共党员。担任广西百色市政协副主席。2008年起担任全国人大代表。